# Ясне (Голованівський район)
Ясне́ (в минулому — Березівка) — село в Голованівській громаді Голованівського району Кіровоградської області України. Населення становить 48 осіб.

## Історія
Засноване в 1912 році під назвою Березівка на честь першого поселенця Березюка. 15 вересня 1964 р. перейменоване на Ясне. Одне з двох сіл району, в якому не було смертей від голоду в 1932–1933 роках — завдяки голові колгоспу Івану Яковичу Радиуцькому, який захистив людей від свавілля влади.

## Населення
Згідно з переписом УРСР 1989 року чисельність наявного населення села становила 113 осіб, з яких 43 чоловіки та 70 жінок.
За переписом населення України 2001 року в селі мешкало 48 осіб. 100 % населення вказало своєю рідною мовою українську мову.

## Вихідці
В Ясному народилися: оперний співак, народний артист України Василь Феодосійович Козерацький (1906–1982), естрадний співак і композитор, народний артист України Микола Іванович Свидюк (1952), композитор Марія Федорівна Галюк (1949).інженер конструктор, заслужений винахідник міністерства легкої промисловості СРСР Василь Іванович Дубенчук (1936–2008).